# A Lyga 2011
La A Lyga 2011 fue la 22ª edición del torneo de fútbol más importante de Lituania que se jugó del 12 de marzo al 6 de noviembre y que contó con la participación de 12 equipos.
El FK Ekranas gana si séptimo título de liga y cuarto de manera consecutiva.

## Clasificación
| Pos. | Equipo         | Pts. | PJ | G  | E  | P  | GF | GC  | Dif. | Clasificación o descenso                      |
| ---- | -------------- | ---- | -- | -- | -- | -- | -- | --- | ---- | --------------------------------------------- |
| 1    | Ekranas (C)    | 80   | 33 | 24 | 8  | 1  | 68 | 14  | +54  | Segunda Ronda Clasificatoria Champions League |
| 2    | Žalgiris       | 72   | 33 | 22 | 6  | 5  | 56 | 17  | +39  | Segunda Ronda Clasificatoria Europa League    |
| 3    | Sūduva         | 65   | 33 | 19 | 8  | 6  | 70 | 19  | +51  | Primera Ronda Clasificatoria Europa League    |
| 4    | Šiauliai       | 59   | 33 | 16 | 11 | 6  | 45 | 30  | +15  | Primera Ronda Clasificatoria Europa League    |
| 5    | Kruoja         | 49   | 33 | 13 | 10 | 10 | 43 | 34  | +9   |                                               |
| 6    | Banga          | 46   | 33 | 13 | 7  | 13 | 51 | 37  | +14  |                                               |
| 7    | Tauras         | 45   | 33 | 11 | 12 | 10 | 50 | 38  | +12  |                                               |
| 8    | Dainava        | 45   | 33 | 13 | 6  | 14 | 53 | 54  | −1   |                                               |
| 9    | Mažeikiai (D)  | 36   | 33 | 9  | 9  | 15 | 36 | 54  | −18  | Descendido                                    |
| 10   | FBK Kaunas (D) | 26   | 33 | 8  | 8  | 17 | 41 | 53  | −12  | Desciende a la 1 Lyga                         |
| 11   | Atlantas       | 11   | 33 | 3  | 2  | 28 | 28 | 121 | −93  |                                               |
| 12   | Klaipėda (D)   | 9    | 33 | 2  | 3  | 28 | 19 | 89  | −70  | Descendido                                    |

 Fuente: Soccerway
Criterios de clasificación: 1) Puntos; 2) Puntos entre sí; 3) Gol diferencia entre sí; 4) Gol diferencia; 5) Goles anotados; 6) Victorias.
Notas:
1. 1 2  El ganador de la Lithuanian Football Cup 2011/12, el Žalgiris Vilnius, clasifica a la segunda ronda clasificatoria de la UEFA Europa League. Al finalizar la temporada en segundo lugar, el cuarto lugar de la liga también clasifica a la Europa League.
2. 1 2  TAU: 7 pts; DAI: 1 pt
3. 1 2 3  FK Mažeikiai, FBK Kaunas y FC Klaipėda no obtuvieron la licencia de la A Lyga para la temporada 2012; Kaunas jugará en la 1 Lyga, la segunda división, mientras Mažeikiai y Klaipėda estarán inactivos en 2012.[1]
4. ↑  Al FBK Kaunas le fueron dedicidos 6 puntos antes de iniciar la temporada por deudas con un exjugador.[2]

## Resultados

### Jornadas 1–22
| Local \ Visitante | ATL | BAN | DAI | EKR | FBK | KLA | KRU | MAŽ | SŪD | ŠIA | TAU | ŽAL |
| ----------------- | --- | --- | --- | --- | --- | --- | --- | --- | --- | --- | --- | --- |
| Atlantas          |     | 1–2 | 1–0 | 0–4 | 2–0 | 1–3 | 1–2 | 0–5 | 0–2 | 0–2 | 2–4 | 0–3 |
| Banga             | 3–0 |     | 1–2 | 1–4 | 1–1 | 3–1 | 1–2 | 0–1 | 0–1 | 3–1 | 1–1 | 0–1 |
| Dainava           | 7–0 | 2–4 |     | 0–3 | 1–0 | 5–1 | 0–0 | 2–0 | 0–6 | 1–1 | 1–2 | 0–2 |
| Ekranas           | 7–0 | 1–1 | 1–0 |     | 3–0 | 2–2 | 0–0 | 5–0 | 1–0 | 1–0 | 1–0 | 1–2 |
| FBK Kaunas        | 4–0 | 1–1 | 0–1 | 0–1 |     | 2–2 | 3–1 | 0–0 | 0–3 | 0–1 | 1–1 | 0–1 |
| Klaipėda          | 0–4 | 0–3 | 0–1 | 0–1 | 1–2 |     | 1–2 | 2–4 | 0–2 | 0–1 | 1–0 | 0–1 |
| Kruoja            | 0–0 | 0–0 | 0–1 | 0–4 | 2–0 | 2–0 |     | 2–1 | 0–1 | 1–2 | 1–1 | 0–1 |
| Mažeikiai         | 2–0 | 2–2 | 2–2 | 1–2 | 1–1 | 1–0 | 0–2 |     | 0–0 | 0–0 | 0–0 | 2–0 |
| Sūduva            | 5–2 | 0–1 | 6–1 | 0–0 | 3–0 | 2–1 | 1–2 | 3–0 |     | 0–0 | 3–0 | 1–1 |
| Šiauliai          | 3–1 | 1–3 | 1–3 | 0–0 | 2–1 | 4–0 | 0–4 | 1–0 | 1–0 |     | 1–0 | 0–0 |
| Tauras            | 6–0 | 0–3 | 2–1 | 0–0 | 1–1 | 2–1 | 0–0 | 1–1 | 1–2 | 1–1 |     | 1–1 |
| Žalgiris          | 8–1 | 3–1 | 2–1 | 0–1 | 3–0 | 5–0 | 1–0 | 1–1 | 3–1 | 0–0 | 1–0 |     |

### Jornadas 23–33
| Local \ Visitante | ATL  | BAN | DAI | EKR | FBK | KLA | KRU | MAŽ | SŪD | ŠIA | TAU | ŽAL |
| ----------------- | ---- | --- | --- | --- | --- | --- | --- | --- | --- | --- | --- | --- |
| Atlantas          |      |     | 2–5 |     | 3–4 | 2–2 | 0–3 | 2–3 |     |     |     |     |
| Banga             | 5–0  |     | 3–1 |     |     |     | 1–2 | 2–0 | 0–2 |     |     |     |
| Dainava           |      |     |     | 1–5 |     |     | 2–2 | 3–0 |     | 0–1 |     | 1–3 |
| Ekranas           | 2–1  | 1–0 |     |     | 3–1 | 5–0 |     |     | 2–2 |     |     |     |
| FBK Kaunas        |      | 2–0 | 0–2 |     |     | 5–1 |     |     | 2–1 |     |     |     |
| Klaipėda          |      | 0–5 | 0–3 |     |     |     |     | 0–2 | 0–1 |     | 0–2 |     |
| Kruoja            |      |     |     | 0–2 | 0–4 | 6–0 |     |     |     | 1–1 |     |     |
| Mažeikiai         |      |     |     | 1–2 | 3–2 |     | 1–4 |     |     | 1–5 |     | 0–1 |
| Sūduva            | 13–0 |     | 1–1 |     |     |     | 0–0 | 4–0 |     | 0–0 |     | 2–0 |
| Šiauliai          | 3–1  | 2–0 |     | 0–0 | 2–2 | 5–0 |     |     |     |     |     | 1–0 |
| Tauras            | 6–1  | 1–0 | 2–2 | 0–1 | 4–2 |     | 2–2 | 3–1 | 0–2 | 6–2 |     |     |
| Žalgiris          | 3–0  | 0–0 |     | 1–2 | 2–0 | 3–0 | 2–0 |     |     |     | 1–0 |     |